# 刘侃 (外交官)
刘侃（？—），男，中华人民共和国外交官，曾任中华人民共和国驻拉各斯总领事，现任中华人民共和国驻米兰总领事。

## 生平
刘侃曾任驻悉尼总领事馆副总领事。2014年1月，出任中华人民共和国驻拉各斯总领事。2016年，任外交部扶贫工作领导小组办公室主任。2021年3月，外交部扶贫办更名为外交部乡村振兴定点帮扶工作领导小组，简称帮扶办，刘侃仍任主任。2021年8月，出任中华人民共和国驻米兰总领事。